# Cercle de Diré
Le cercle de Diré est une collectivité territoriale du Mali dans la région de Tombouctou.
Il compte 13 communes : 
- Arham
- Binga
- Bourem Sidi Amar
- Dangha
- Diré
- Garbakoïra
- Haïbongo
- Kirchamba
- Kondi
- Sareyamou
- Tienkour
- Tindirma
- Tinguereguif

## Histoire récente
Au moins depuis 2012, la région est directement concernée par la Guerre du Mali.